# Paraboea halongensis
Paraboea halongensis är en tvåhjärtbladig växtart som beskrevs av R. Kiew och T.H. Nguyen. Paraboea halongensis ingår i släktet Paraboea och familjen Gesneriaceae. Inga underarter finns listade i Catalogue of Life.